# Cemitério Judaico de Berlim-Mitte

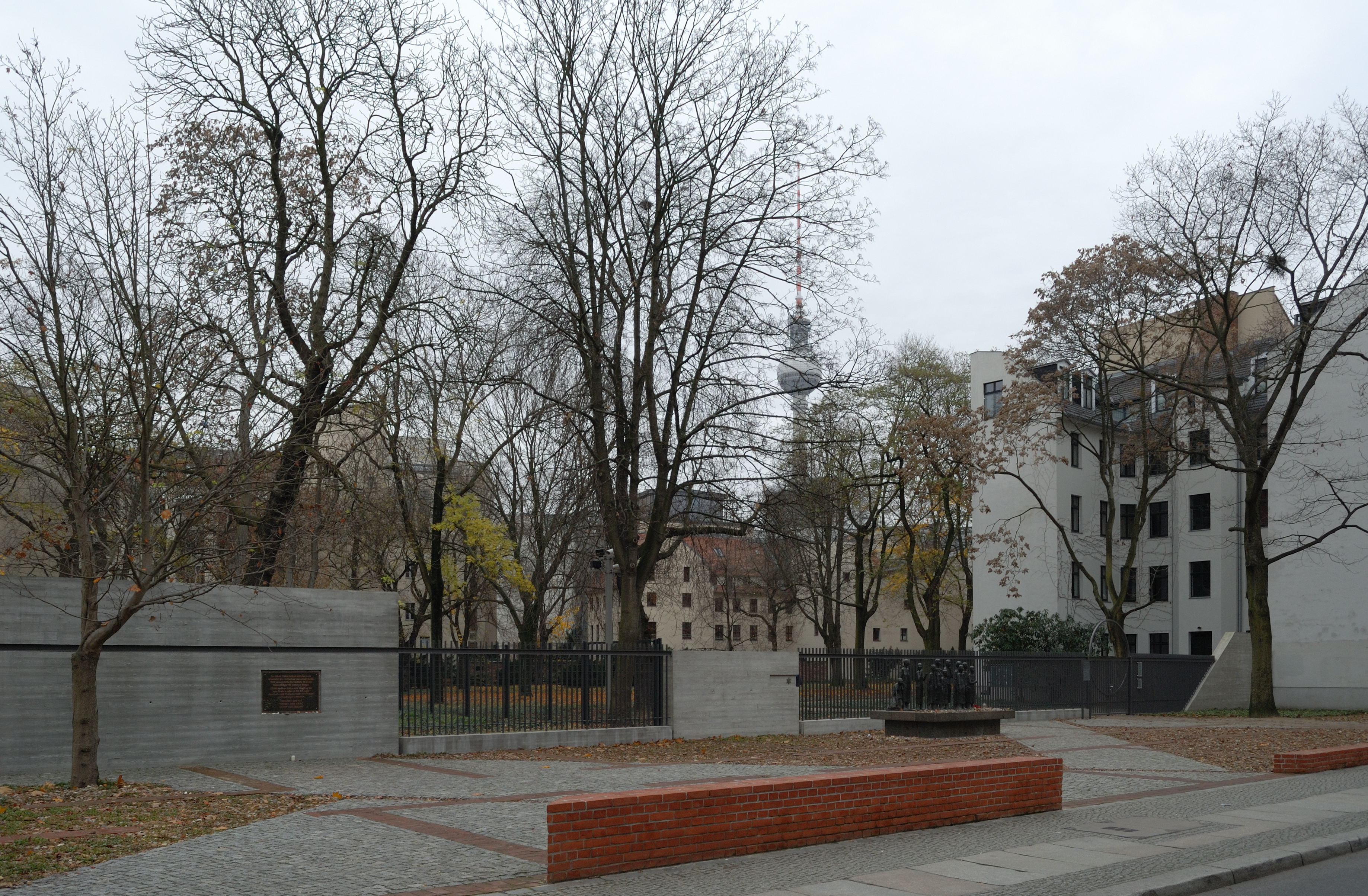
Memorial e cemitério judaico

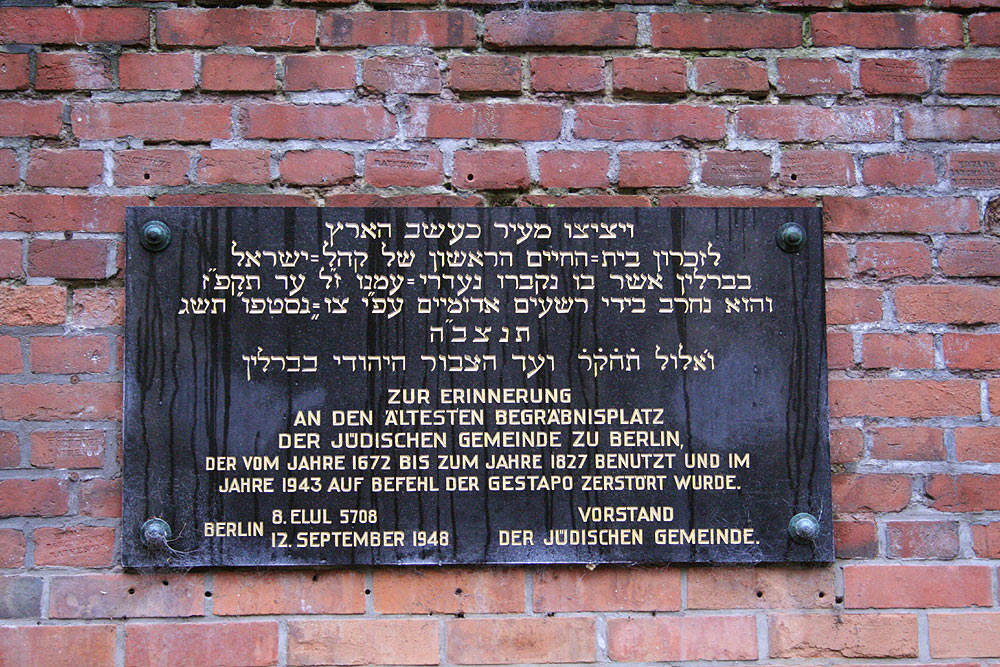
Placa comemorativa no cemitério

O Cemitério Judaico de Berlim-Mitte (em alemão:  Jüdischer Friedhof Berlin-Mitte) na Große Hamburger Straße no bairro Mitte de Berlim é depois do Judenkiewer Spandau o mais antigo local de sepultamentos da comunidade judaica de Berlim. Na área da atual entrada estava desde 1844 o asilo da comunidade judaica.

## História

### Utilização do cemitério

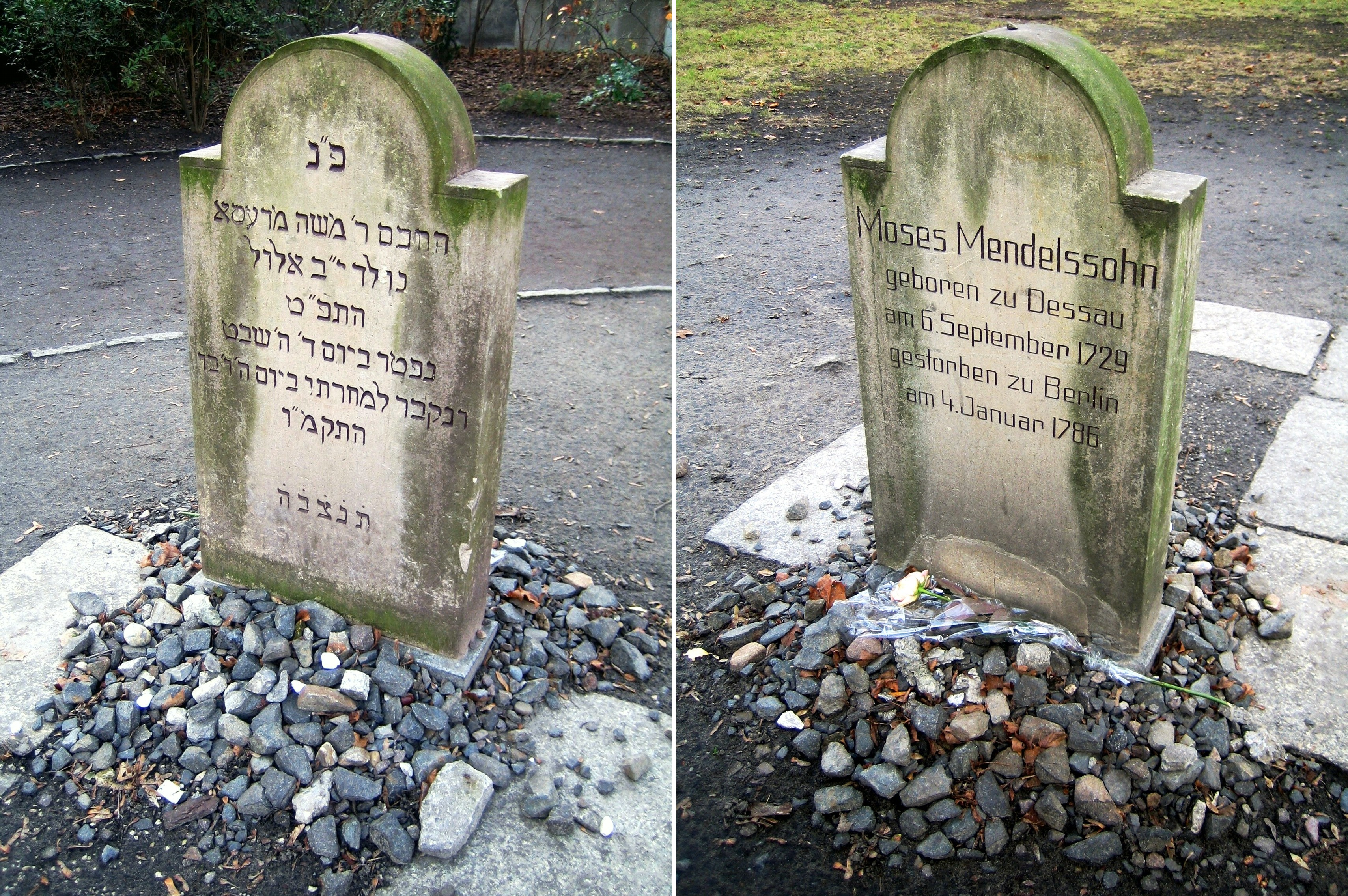
Sepultura de Moses Mendelssohn, ambos os lados

Depois que o príncipe-eleitor da Marca de Brandemburgo Frederico Guilherme permitiu por decreto de 1671 o assentamento na Marca de Brandemburgo de 50 famílias judaicas , que haviam sido expulsas de Viena, permitindo assim pela primeira vez desde cem anos que judeus voltassem a residir em Berlim, Mordechai Model (também Model Riess) comprou o terreno então ainda diretamente na entrada em frente às portas da cidade, e entregou-o à nova comunidade como local de sepultamentos. A entrada do cemitério estava localizada originalmente na Oranienburger Straße. Até seu fechamento em 1827, 12 mil judeus teriam sido enterrados no local com área de 0,59 hectarees, de acordo com fontes antigas. Pesquisas recentes, no entanto, consideram que este número é muito alto, e alguns assumem apenas cerca de 3.000 túmulos. O inspetor de cemitério Leiser Landshuth registrou em 1872 com base em sepulturas ainda legíveis 2.767 nomes. Um registo de sepultamentos de 1751 a 1827 aponta 7.063 enterros. Como primeiro é registrado em 1672 Gumpricht Jechiel Ashkenazi.
As lápides no cemitério eram, seguindo a cultura funerária judaica, relativamente uniformes, principalmente simples pedras de arenito arredondadas, que estavam dispostas em longas filas, com as inscrições para o sul. No entanto, havia claramente grandes pedras de tamanhos diferentes e provavelmente um número não desprezável de túmulos de madeira. No lado sul, mais próximo da entrada, está a "fila dos rabinos", onde os rabinos da comunidade foram enterrados. Perto estão os túmulos mais antigos dos fundadores da comunidade, os judeus que imigraram de Viena. Essas lápides foram mais tarde, provavelmente no final do século XIX, fixadas na parede sul e sobreviveram assim o tempo do nacional-socialismo.
A sepultura mais famosa do cemitério é a do filósofo Moses Mendelssohn (1729-1786), que serviu de modelo para a imagem de Nathan no drama Nathan, o Sábio de seu amigo Gotthold Ephraim Lessing, considerado um dos pioneiros do Iluminismo Judaico, a haskalá.
Atualmente, a pedra sepulcral de Mendelssohn é a única que no cemitério. No entanto, esta é a terceira cópia da pedra original. A pedra original, relativamente simples, cuja aparência é conhecida por uma gravação em cobre de Wilhelm Chodowiecki (1765-1805), filho de Daniel Chodowiecki, foi substituída em 1896 por um cópia, um monumento de granito com uma inscrição dourada. Após a destruição pelos nacional socialistas seguiu em 1962 uma lápide retangular simples. A pedra atual, erguida em 1990, reverte para sua forma original. Uma vez que não se conhece a localização exata do túmulo de Mendelssohn, a lápide está aproximadamente no local do túmulo.
Dentre outras pessoas que foram sepultadas no cemitério constam o rabino e professor de Mendelssohns David Hirschel Fraenkel (1707–1762), o industrial de moedas e construtor do Ephraim-Palais Veitel Heine Ephraim (1703–1775) bem como o diretor do Hospital Judaico e marido de Henriette Herz, Marcus Herz (1747–1803).

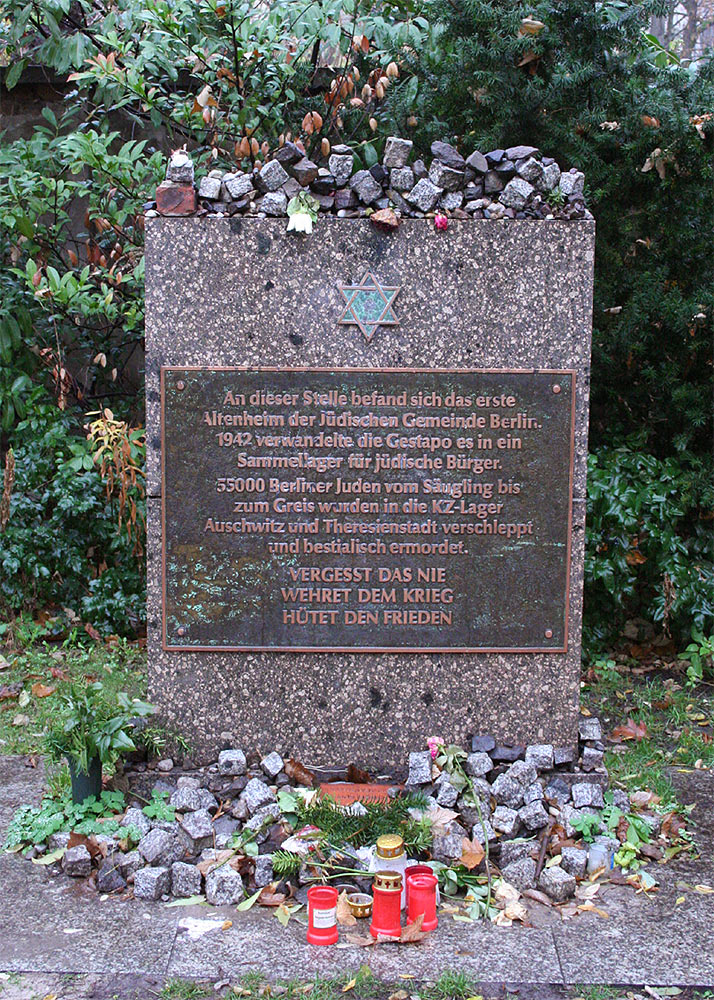
Pedra memorial no local do antigo asilo

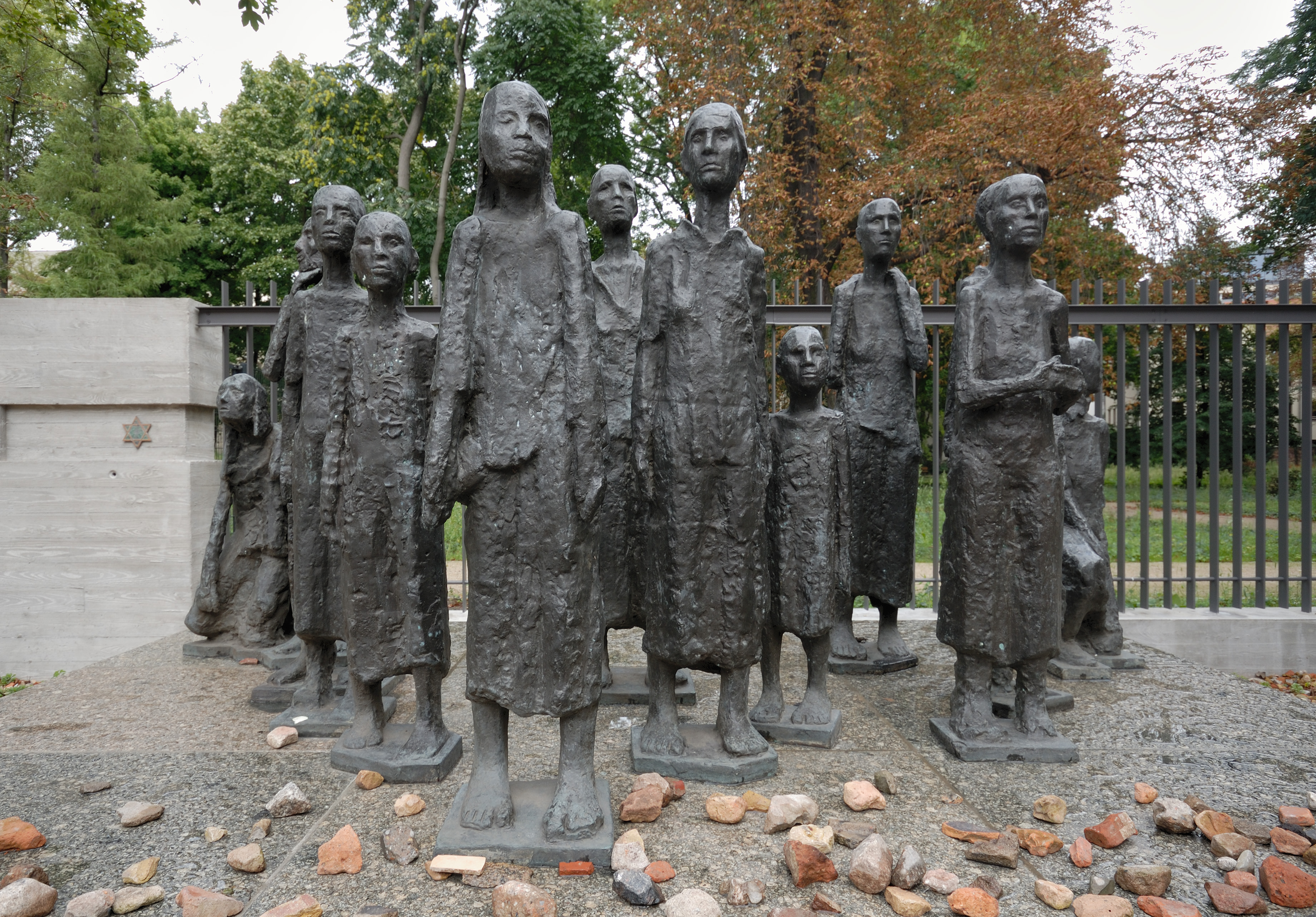
Escultura „Jüdische Opfer des Faschismus“ por Will Lammert